# Courrier interplanétaire
Courrier interplanétaire (titre original : SRL Ad) est une nouvelle humoristique de science-fiction de Richard Matheson.

## Parutions

### Parutions aux États-Unis
La nouvelle est parue initialement aux États-Unis dans The Magazine of Fantasy & Science Fiction no 13 en avril 1952.

### Parutions en France
La nouvelle a été publiée en France pour la première fois dans en 1974 dans l'anthologie Histoires d'extraterrestres (rééditions en 1976, 1978, 1984 et 1986), avec une traduction de Denise Hersant.
Par la suite, elle a notamment été publiée dans l'anthologie Derrière l'écran, éd. Flammarion, mars 1999, sous le titre Un jour, une petite annonce  (ISBN 2-08-067732-2).

### Parutions dans d'autres pays occidentaux
La nouvelle a aussi été publiée dans les pays suivants :
- en Allemagne, sous le titre Einsames Venus-Mädchen (1966),
- en Italie, sous le titre Venusiana sola (1987).

## Résumé
Le jeune Todd Baker, étudiant en Indiana, répond à cette annonce, qui est parue dans le journal local et qu'il suppose être fantaisiste :
« Jeune Vénusienne esseulée ; jolie ; oui ; de contact facile et de société agréable ; tendre et gaie à l'extrême. Serait heureuse correspondre avec homme-de-la-Terre même caractérixtiques. Signé : Loolie. Vert-Logis / Vénus. »
Sur le ton de la plaisanterie, Todd répond ainsi à Loolie que lui aussi est un gai luron et qu'il aime faire la fête. Si elle veut le voir, il n'y a aucun problème. Loolie le prend au mot. Elle lui envoie un petit colis en guise de cadeau, et lui annonce son arrivée prochaine, dès que le prochain vol spatial sera disponible.
Recevant le colis, Todd est étonné d'y découvrir des échantillons de flore inconnus sur Terre. Il découvre avec stupéfaction, après analyse biochimique, que la flore n'est pas terrestre. 
Puis Loolie débarque : immense (presque trois mètres), de couleur verte, elle fait peur à Todd, qui lui tire dessus avec un fusil. Il la rate. Loolie repart sur sa planète et se confie à son journal intime. Mon Dieu, comme ces êtres terriens sont bizarres : très petits, chétifs, assez bêtes, immatures. Ils ne sont pas faits pour elle ! Pendant ce temps, Todd ne fait que penser à Loolie, qu'il trouve rétrospectivement assez attirante, malgré sa taille et sa couleur. Il écrit au journal, qui lui rétorque que son courrier ne pourra pas être envoyé. 
Pour sa part, Loolie la Vénusienne fait paraître une autre annonce, mais cette fois-ci sur Mars, proposant une rencontre à des Martiens…

## Autour de la nouvelle
Dans l'anthologie Histoires d'extraterrestres, chaque nouvelle est précédée d'une courte préface introductive. Celle concernant cette nouvelle explique notamment que : « Le thème de l'amour entre une extraterrestre et un humain — ou inversement — apparaît dans d'innombrables récits. Il n'est souvent qu'un élément romantique ajouté à une intrigue d'aventures, comme dans beaucoup de livres d'Edgar Rice Burroughs. L'auteur postule en ce cas des extraterrestres humanoïdes ; J.-H. Rosny aîné, dans ses Navigateurs de l'infini, fut un des premiers auteurs à s'écarter de ce principe. Un autre cas remarquablement rare est celui de la jeune extraterrestre qui entre en contact avec notre planète simplement parce qu’elle espère y découvrir l'âme sœur. ».